# ZSSW-30

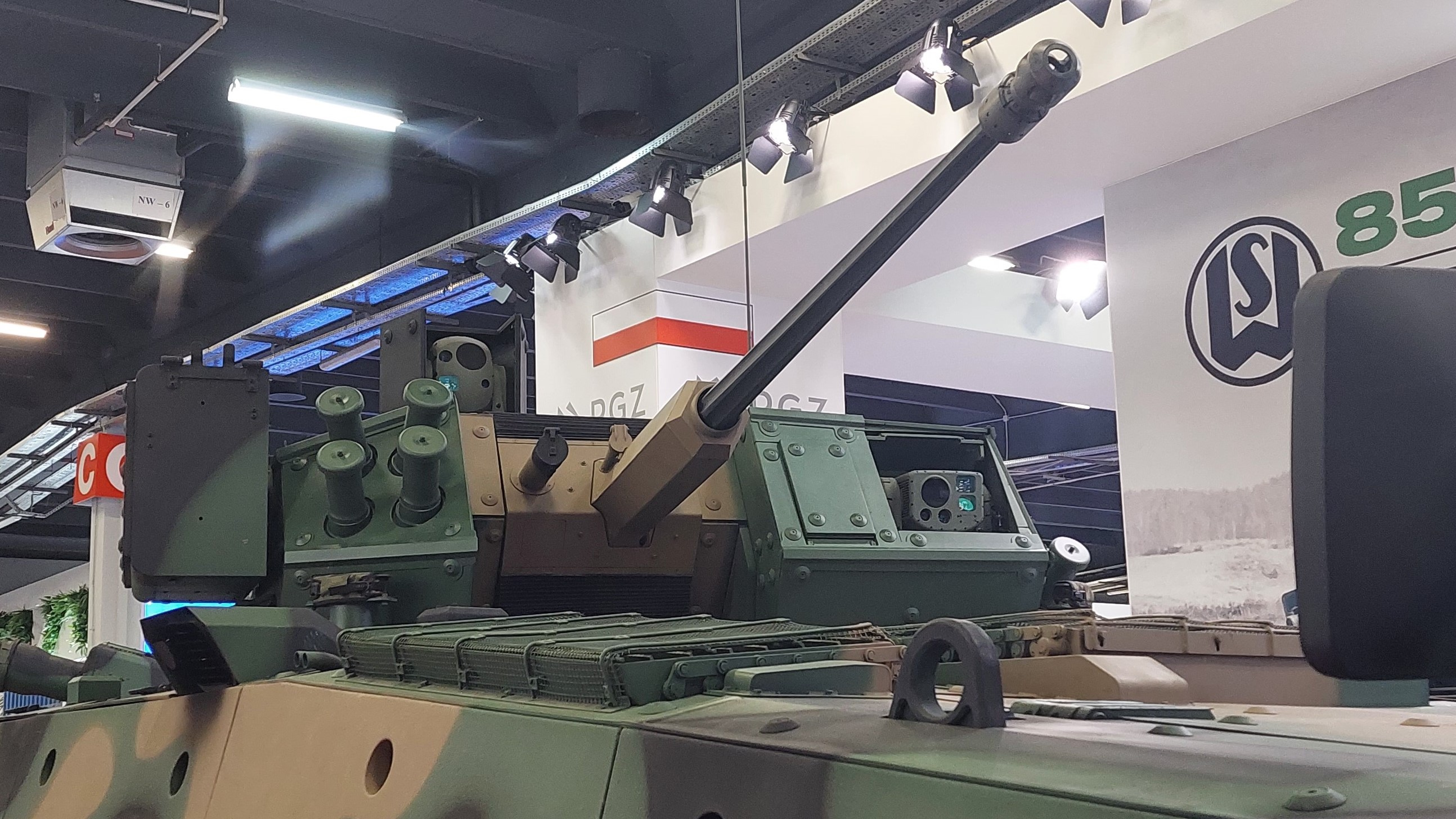
Wieża ZSSW-30

Zdalnie sterowany system wieżowy ZSSW-30 powstał w wyniku realizacji pracy badawczo-rozwojowej pomiędzy Inspektoratem Uzbrojenia MON a konsorcjum w składzie: Huta Stalowa Wola i WB Electronics, w efekcie której został opracowany prototyp wraz z dokumentacją techniczną. ZSSW–30 ma zwalczać pojazdy opancerzone oraz obiekty i umocnienia przeciwnika, a także zapewniać wsparcie ogniowe pododdziałów w czasie prowadzenia działań bojowych. Jest obustronnie zasilana w amunicję, system ten umożliwia szybką zmianę stosowanego rodzaju amunicji umieszczonej w dwóch odrębnych magazynach (np. pomiędzy pociskami programowanymi a podkalibrowymi).

## Budowa i działanie
Wieża została wyposażona w armatę automatyczną Mk 44S Bushmaster kalibru 30 mm, oraz sprzężony uniwersalny karabin maszynowy UKM–2000C kalibru 7,62 mm. Dodatkowo system wieżowy wyposażony jest w zdwojoną wyrzutnię przeciwpancernych pocisków kierowanych Spike LR. Armata zapewnia szybkostrzelność w zakresie 200 strzałów na minutę w wypadku standardowej amunicji, zasięg skuteczny ok. 3500m, natomiast PPK Spike LR umożliwiają rażenie celów opancerzonych na odległość 5 kilometrów. Armata w wersji Mk 44S umożliwia prowadzenie ognia w trybie automatycznym i półautomatycznym, z wykorzystaniem różnych typów amunicji. Jest dostosowana do prowadzenia ognia amunicją z programowalnym momentem rozcalenia i może być konwertowana na kaliber 40 mm. Konwersja z zasilania amunicją 30mmx173 na większą 40mmx180 Super Forty polega na wymianie trzech elementów. Jest to lufa, zespół podajnika oraz „koła” napędu. Zasilana jest dwustronnie, a zapas amunicji 30 mm wynosi 400 nabojów.

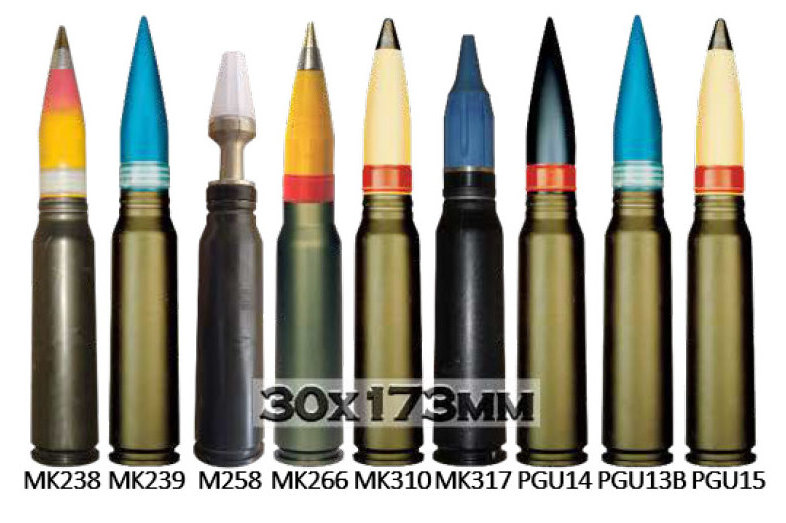
30 × 173mm, rodzaje amunicji

Amunicja i pociski Spike LR mogą być ładowane zarówno z zewnątrz, jak i od wewnątrz pojazdu. Zastosowane w wieży systemy optoelektroniczne umożliwiają realizację zadań niezależnie od pory dnia, a także w trudnych warunkach atmosferycznych i klimatycznych.
Płyty pancerza głównego wieży spawane z blach pancernych oraz nakładane na stalowe dodatkowe, o niewielkiej masie i wysokiej odporności balistycznej, płyty pancerza kompozytowego na bazie tworzyw ceramicznych. Producent odmawia jakichkolwiek szczegółowych informacji na temat opancerzenia, poza potwierdzeniem, że – ma ono odpowiadać wymaganemu konstrukcyjne poziomowi II według STANAG 4569.
Opancerzenie wieży z nakładkami ceramicznymi wg oceny specjalistów, zapewnia poziom ochrony na poziomie 4.
Ostrzał:
- pociski karabinu maszynowego 14,5×114 mm przeciwpancerne (B32) z odległości 200m.

Odłamki:
- 20 mm odłamki artyleryjskie (detonacja 155 mm odłamkowego pocisku artyleryjskiego) na dystansie 25 m, wg IV STANAG 4569[7].

Dowódca i operator uzbrojenia mogą niezależnie od siebie obserwować, wykrywać, rozpoznawać i śledzić cele lądowe oraz powietrzne, w tym z wykorzystaniem funkcji autotrackera. Dodatkowo załoga może pracować w trybie „hunter–killer”, który polega na lokalizowaniu i identyfikacji celu przez dowódcę i przekazywaniu uchwyconego celu na wyświetlacz operatora uzbrojenia, celem jego namierzenia i zniszczenia.
Wieża wyposażona jest w zautomatyzowany system kierowania ogniem firmy WB Electronics, oraz polskie stabilizowane głowice optoelektroniczne GOD–1 (dowódcy) i GOC–1 (celowniczego) spółki PCO, z kamerami termowizyjnymi i telewizyjnymi, dalmierzem laserowym, oraz system samoobrony Obra-3 z ośmioma wyrzutniami maskujących granatów multispektralnych.
Huta Stalowa Wola posiada prawa do produkcji i serwisowania elementów armat Bushmaster kalibru 30 mm na podstawie podpisanej w marcu 2018 r., umowy offsetowej pomiędzy Skarbem Państwa Rzeczypospolitej Polskiej, reprezentowanym przez Ministra Obrony Narodowej, a firmą Raytheon Company.

## Zastosowanie
Zdalnie Sterowany System Wieżowy jest jednym z najnowocześniejszych rozwiązań opracowanych przez polski przemysł obronny. Po wprowadzeniu do służby ma być głównym uzbrojeniem kołowych transporterów piechoty KTO Rosomak, a w dalszej kolejności nowych bojowych pływających wozów piechoty BWP Borsuk.
Borsuk nie będzie jedynym polskim bojowym wozem piechoty. Jak informuje MON, Huta Stalowa Wola pracuje właśnie nad kolejną maszyną – ciężkim bojowym wozem piechoty, który powstanie na podwoziu AHS Kraba z wieżą ZSSW–30.
Przedstawiciel południowokoreańskiego koncernu Hanwha zaprezentował podczas polsko-koreańskiego seminarium o współpracy przemysłu obronnego pojazd PL21 Redback, czyli oferowany Polsce wariant ciężkiego bojowego wozu piechoty AS21 Redback. Maszyna ma być wyposażona w polską wieżę bezzałogową ZSSW–30 zamiast wieży załogowej.
Aktualnie wieża przeszła wszystkie badania poligonowe oraz próby i została zatwierdzona do produkcji.

## Wyposażenie ZSSW-30
- dwuosiowa stabilizacja uzbrojenia podstawowego, armaty i karabinu maszynowego,
- dwuosiowo niezależnie stabilizowane urządzenia obserwacyjne zarówno dla dowódcy, jak i operatora uzbrojenia,
- dodatkowe urządzenie obserwacyjne do prowadzenia działań bojowych w trybie awaryjnym wraz z peryskopem szerokokątnym,
- tryby HUNTER–KILLER oraz KILLER–KILLER,
- system wykrywania opromieniowania laserowego OBRA-3 SSP–1 zintegrowany z 8 wyrzutniami granatów dymnych,
- system komunikacji wewnętrznej FONET,
- możliwość prowadzenia ognia w trybie automatycznym i awaryjnym, wielozadaniowy system kontroli ognia wspierający obsługę amunicji programowalnej[16].